# Международный конкурс струнных квартетов в Эвиане
Международный конкурс струнных квартетов в Эвиане (фр. Concours international de quatuor à cordes d'Évian) — конкурс струнных квартетов, исполняющих академическую музыку, основанный в 1977 г. в рамках фестиваля «Музыкальные встречи в Эвиане», учреждённого годом ранее во французском курортном городе Эвьян-ле-Бен. Проходил ежегодно до 1998 года; его преемником считается открывшийся в 1999 году Международный конкурс струнных квартетов в Бордо.

## Лауреаты
- 1977 — Квартет Такача
- 1979 — Квартет Пражака
- 1980 — Квартет имени Мьюра
- 1985 — Квартет Sine Nomine
- 1988 — Квартет имени Изаи
- 1989 — Антон-квартет
- 1993 — Квартет имени Дебюсси
- 1995 — Квартет «Император»